# S’Ena ’e Thomes

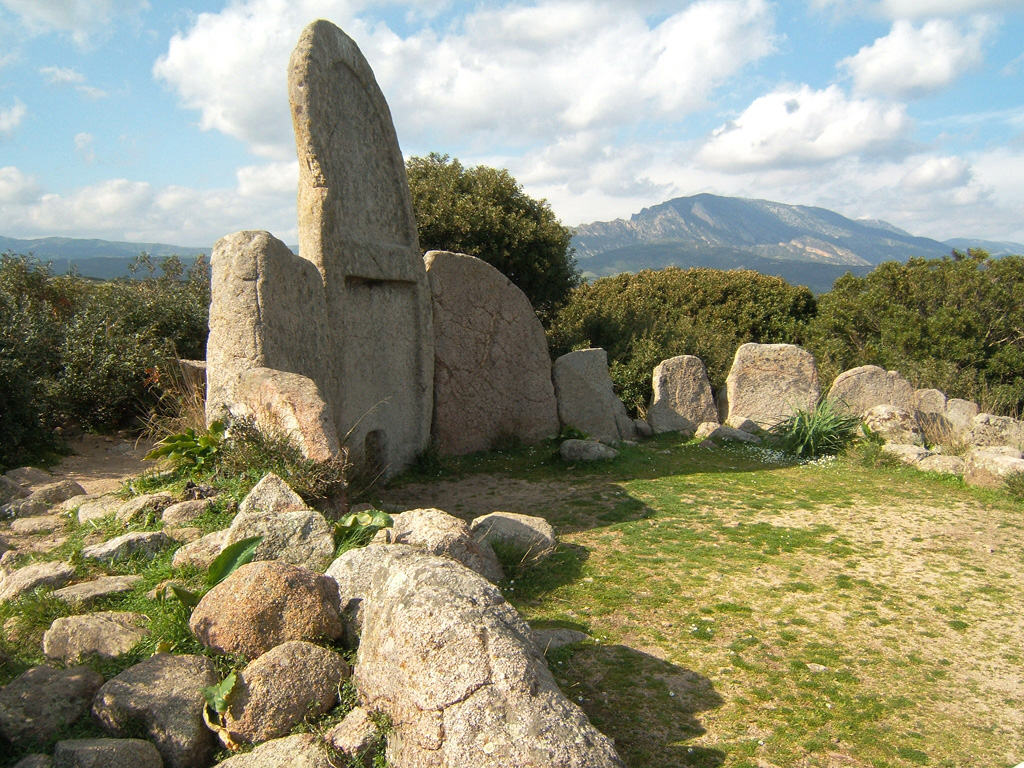
Exedra mit Portalstele von S’Ena ’e Thomes

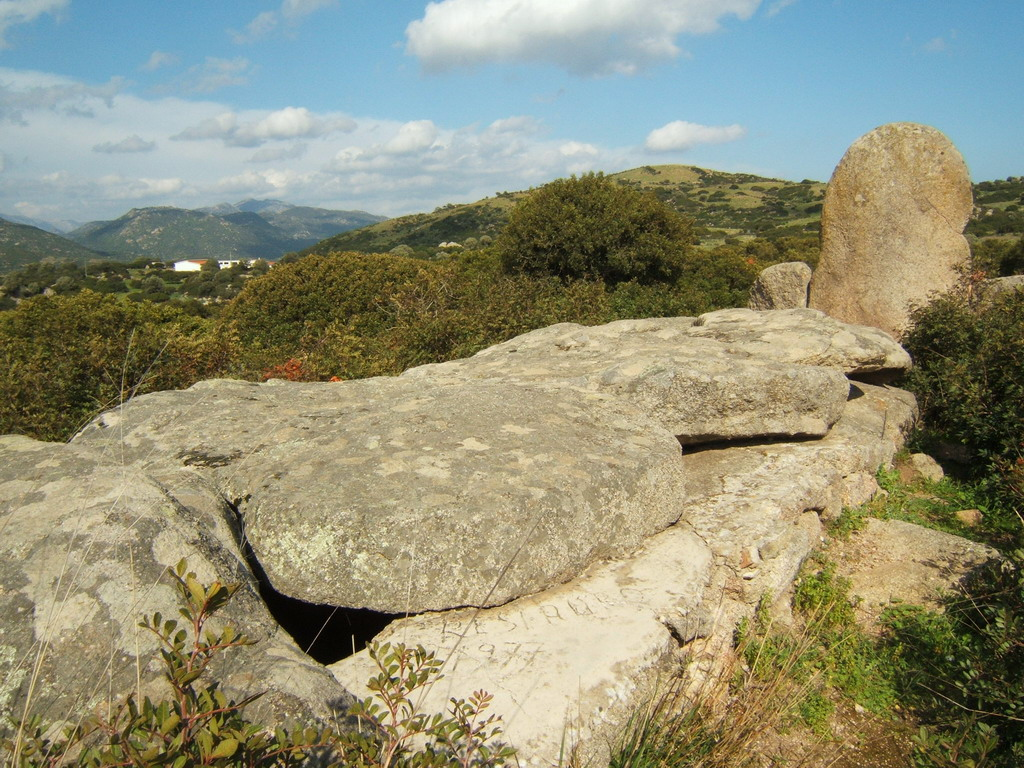
S’Ena ’e Thomes vom Kammerende (außen) zur Rückseite der Portalstele gesehen

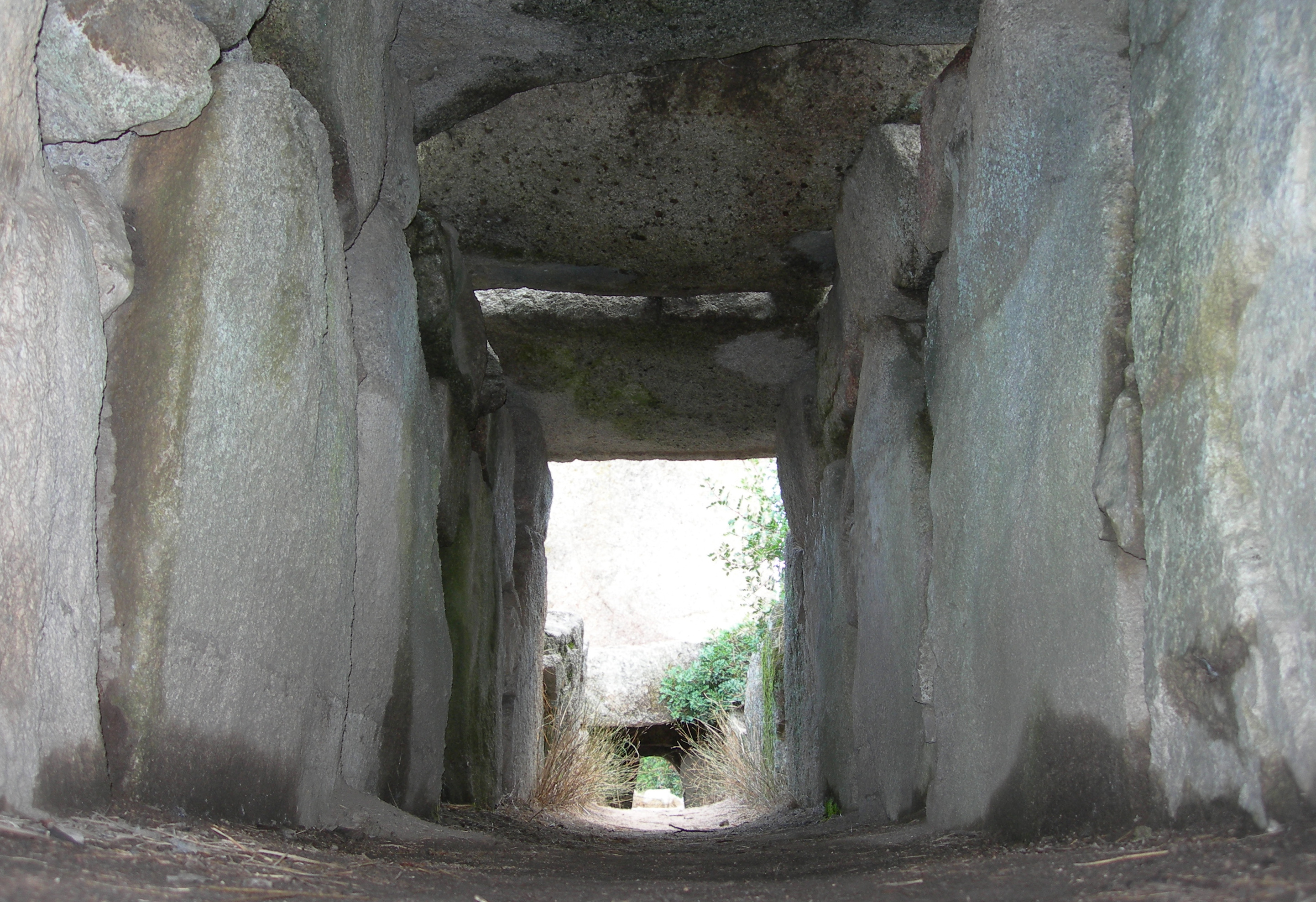
Blick vom Ende der Kammer (innen) in Richtung Portalstele

Das 1977 restaurierte Gigantengrab S’Ena ’e Thomes liegt bei Dorgali in der Provinz Nuoro auf Sardinien. Die in Sardu „Tumbas de los zigantes“ und (italienisch Tombe dei Giganti –  plur.) genannten Bauten sind die größten pränuraghischen Kultanlagen Sardiniens und zählen europaweit zu den spätesten Megalithanlagen. Die 321 bekannten Gigantengräber sind Monumente der bronzezeitlichen Bonnanaro-Kultur (2200–1600 v. Chr.), die die Vorläuferkultur der Nuraghenkultur ist.

## Typenfolge
Baulich treten Gigantengräber in zwei Varianten auf. Die Anlagen mit Portalstelen und Exedra gehören zum älteren Typ. Bei späteren Anlagen besteht die Exedra aus einer in der Mitte deutlich erhöhten Quaderfassade aus bearbeiteten und geschichteten Steinblöcken. Das Gigantengrab S’Ena ’e Thomes ist eine Anlage des älteren Typs (mit einer etwa sieben Tonnen wiegenden Portalstele).

## Beschreibung
Das Gigantengrab mit der konkaven Orthostatenfassade und der 11 m langen, etwa 1,3 m breiten Kammer ist bis auf die nur teilweise erhaltene Exedra in ausgezeichnetem Zustand. Die Kammer ist fast unversehrt und im Endbereich noch mit plattigen Steinen gedeckt.
Die leicht geneigte skulptierte Portalstele (es gibt auch einige unskulptierte) von S’Ena ’e Thomes besteht aus einem Monolithen, in den der Zugang zur Kammer gepickt ist.
Gefunden wurden bei der Ausgrabung: Keramik der Bonnanaro-Kultur, nuraghische „Pfannen“, punische und römische Münzen, sowie mittelalterliche Scherben.